# Torpè
Torpè é uma comuna italiana da região da Sardenha, província de Nuoro, com cerca de 2.680 habitantes. Estende-se por uma área de 92 km², tendo uma densidade populacional de 29 hab/km². Faz fronteira com Budoni, Lodè, Padru (SS), Posada, San Teodoro, Siniscola.

## Demografia
| Variação demográfica do município entre 1861 e 2011                               |
|                                                                                   |
| Fonte: Istituto Nazionale di Statistica (ISTAT) - Elaboração gráfica da Wikipedia |